# Wolfgang Heribert von Dalberg

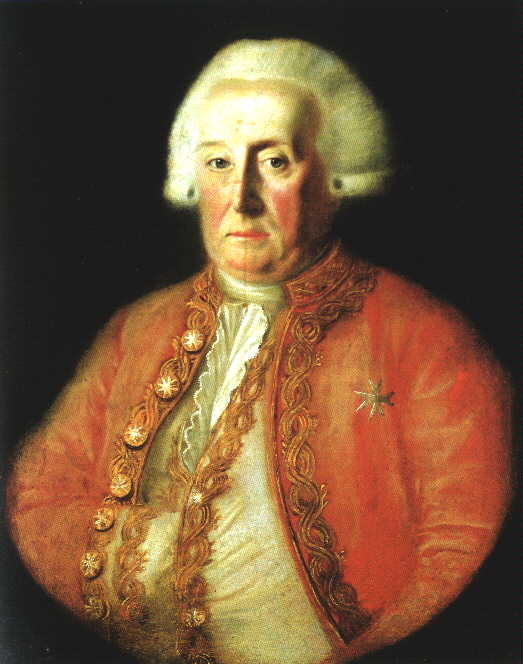
Wolfgang Heribert von Dalberg

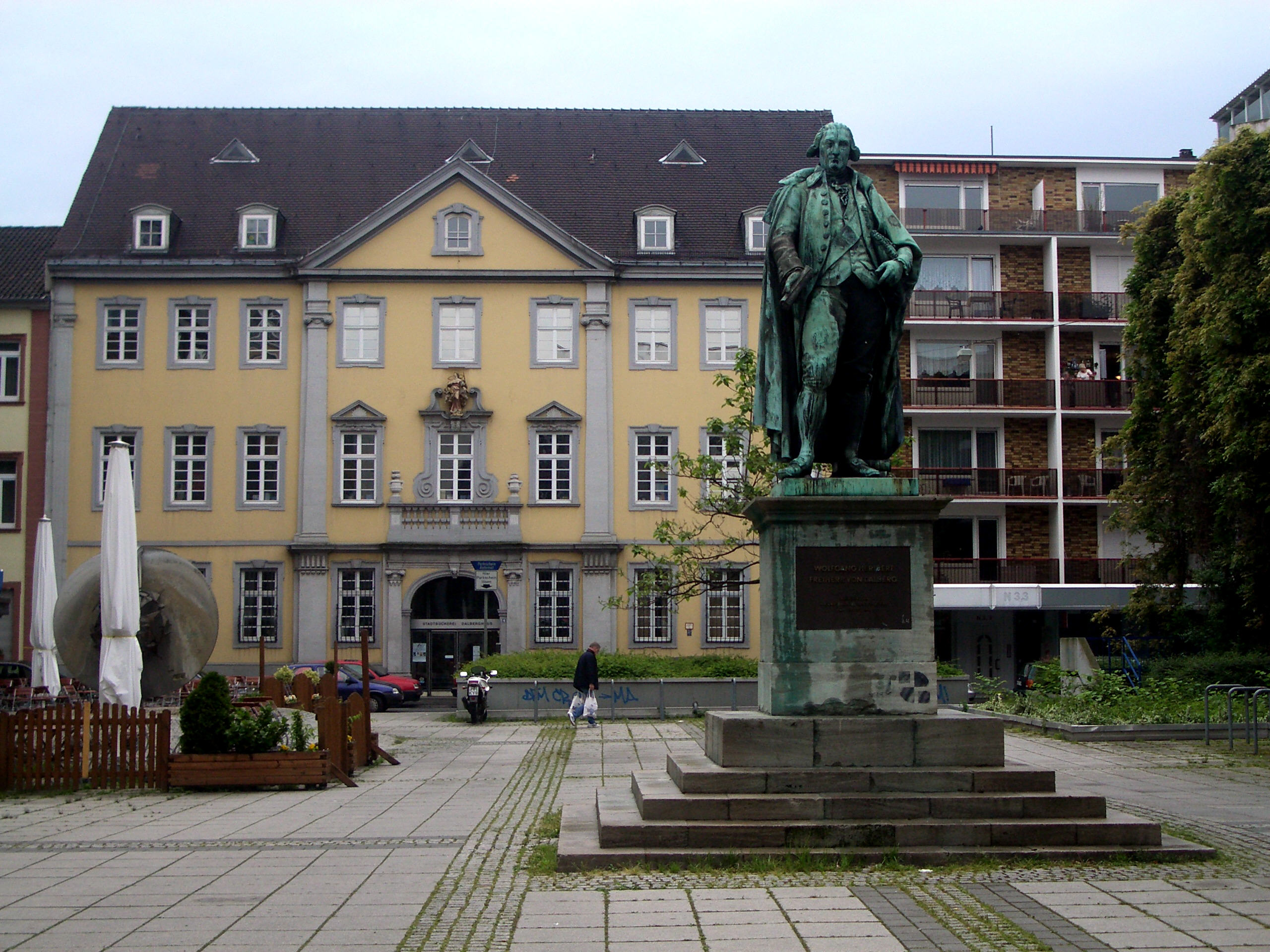
Mannheim, Dalberghaus (heute Teil der Stadtbibliothek) und Dalberg-Denkmal

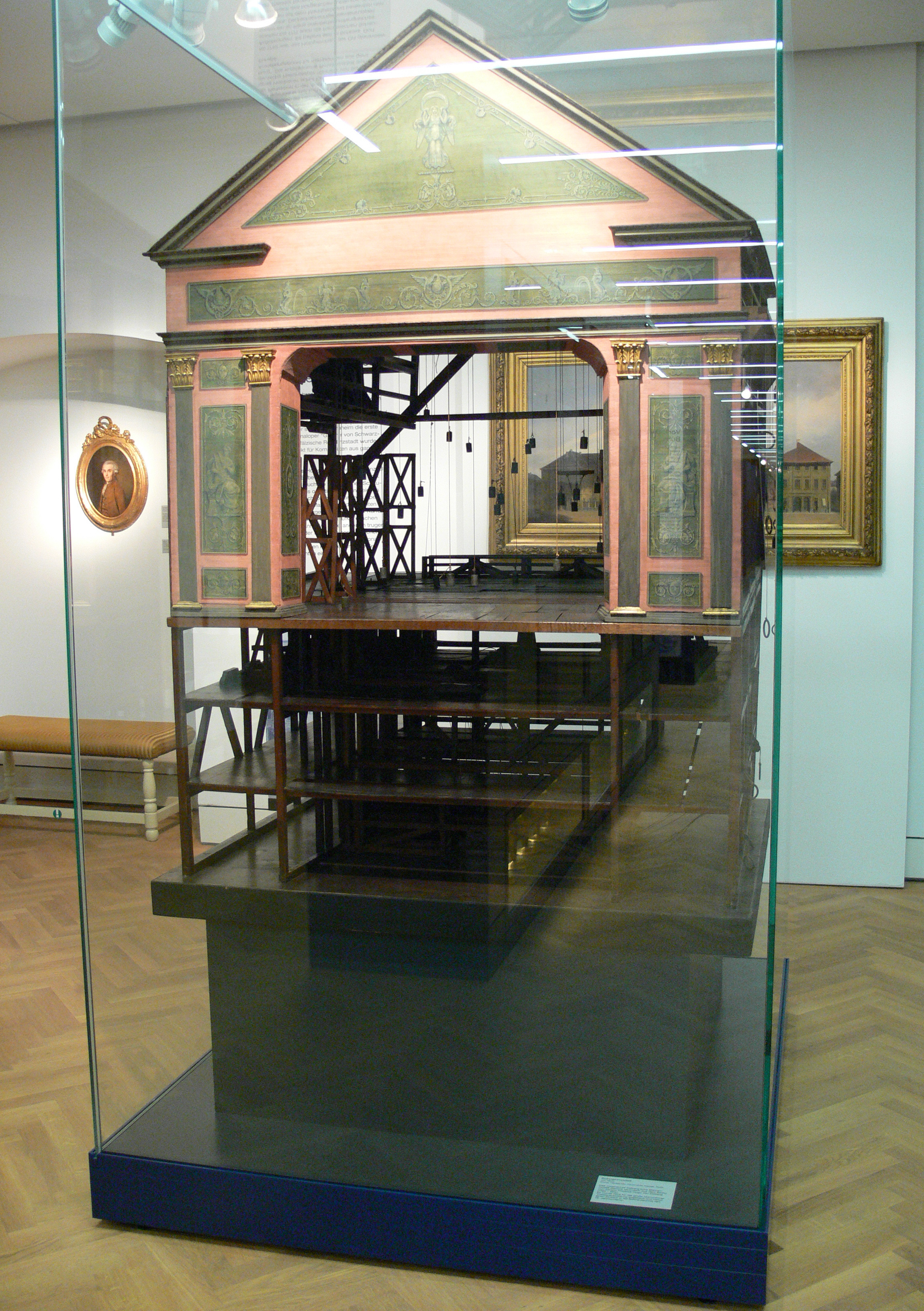
Das so genannte Dalbergsche Bühnenmodell (um 1800, heute Reiss-Engelhorn-Museen Mannheim) ist die Nachbildung einer Bühne mit der Bühnentechnik, wie sie am Mannheimer Theater zu Dalbergs Zeit üblich war.

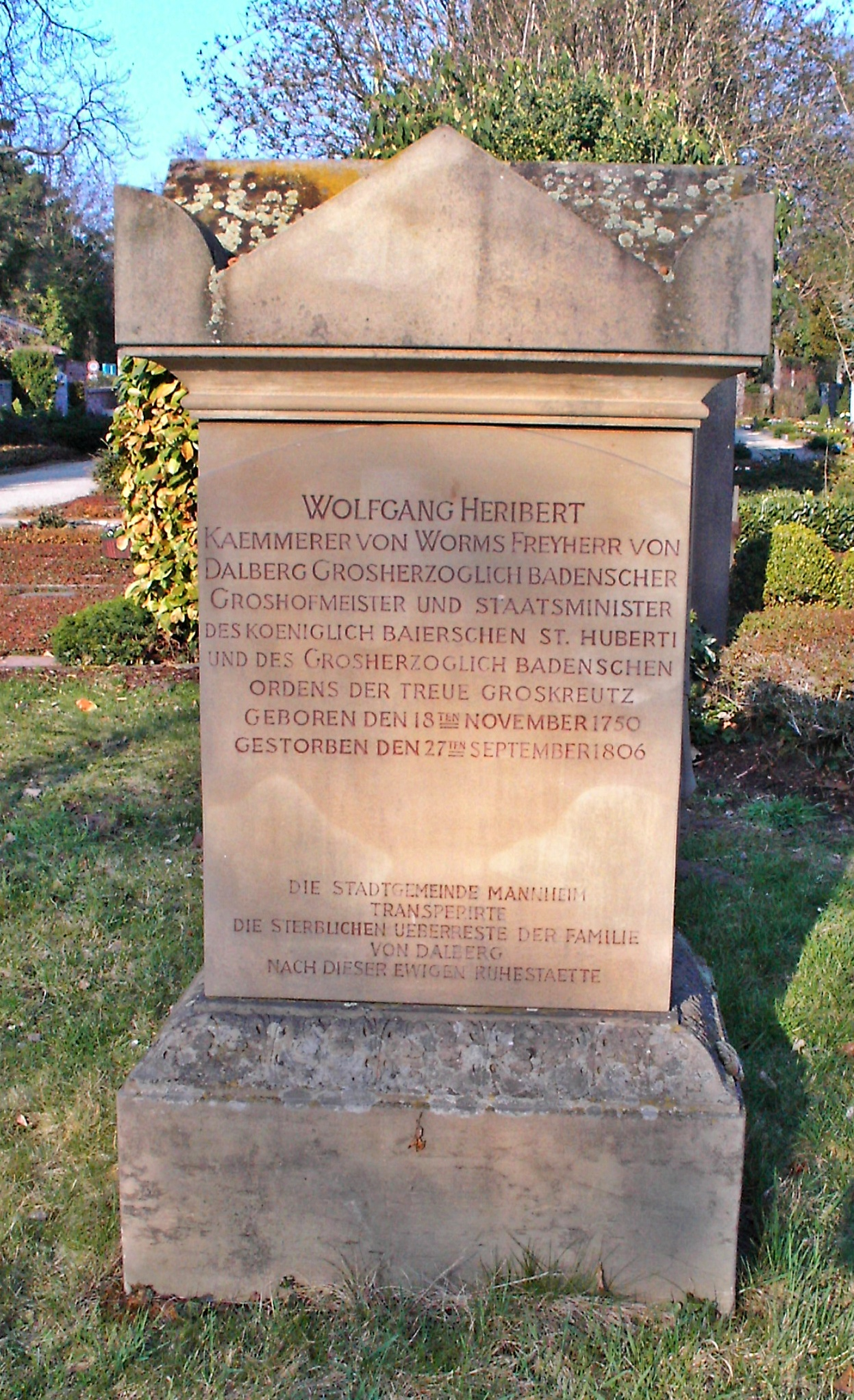
Grabmal auf dem Hauptfriedhof Mannheim

Wolfgang Heribert Freiherr von Dalberg (* 18. November 1750 in Mainz, an diesem Tag getauft dort in St. Emmeran; † 27. September 1806 in Mannheim) war führender Beamter zunächst in der Kurpfalz, später im Großherzogtum Baden und erlangte Bekanntheit vor allem als Intendant des Nationaltheaters in Mannheim.

## Herkunft
Wolfgang Heribert von Dalberg war ein Sohn von Franz Heinrich von Dalberg und dessen Frau, Maria Sophie Anna (* 5. Oktober 1722; † 30. November 1763), Tochter von Karl Anton Ernst von Eltz-Kempenich, genannt Faust von Stromberg. Geschwister von Wolfgang Heribert waren der spätere Erzbischof von Mainz, Großherzog von Frankfurt und Fürstprimas von Deutschland, Karl Theodor von Dalberg, Marianne von der Leyen und Johann Friedrich Hugo von Dalberg.

## Familie
Wolfgang Heribert von Dalberg heiratete am 12. Januar 1771, am 12. August 1771 oder am 15. August 1771 Elisabeth Augusta (* 17. Juni 1751; † 19. Oktober 1818 oder; † 28. September 1816 in Mannheim), Tochter von Johann Philipp Ulner von Dieburg und Maria Luise von Loë zu Wissen. Sie war damit eine Enkelin des Hofbeamten und Diplomaten Franz Pleickard Ulner von Dieburg. Das Paar hatte folgende Kinder:
1. Maria Anna Charlotte Antonetta Walpurgis (* 28. Mai 1772 in Herrnsheim; † 6. Juni 1772 in Mainz[Anm. 5])
2. Emmerich Joseph Franz Heinrich Felix Dismas, Herzog von Dalberg (* 30. Mai 1773 in Mainz; † 27. April 1833 Schloss Herrnsheim), französischer Staatsminister und Pair von Frankreich.[10]
3. Maria Anna Charlotte Antonetta Walpurgis[11] (* 30. Mai 1773 in Mainz; † 28. Mai 1778 in Herrnsheim)
4. Elisabeth Augusta Sophie (* 28. August 1774 in Mainz; † 27. November 1776 in Mannheim)
5. Franziska Alexandrina Maria (* 6. Juni 1777; † 28. März 1863) heiratete am 13. Januar 1806 Franz Xaver Freiherr von Lerchenfeld (* 2. Juni 1758; † 3. Juni 1832[12]), bayerischer Staatsminister.
6. Maria Anna Alexandrina (* 28. September 1778 in Mannheim; † 7. Mai 1812[Anm. 6]) kam im Alter von fünf Jahren 1783 in das adelige Damenstift von St. Maria im Kapitol, Köln, wo ihre Tante, Antonetta Franziska Maria von Dalberg, als Stiftsdame lebte. Maria Anna Alexandrina war dort wohl nur als Schülerin, nicht in der Absicht, als Stiftsdame einzutreten.[13][Anm. 7] Noch vor der Auflösung des Stifts heiratete sie am 21. April 1801[14] Friedrich Anton von Venningen († 7. Mai 1832).

## Karriere
Wolfgang Heribert von Dalberg studierte an der Universität Göttingen Rechtswissenschaften und arbeitete zunächst im dortigen Königlich Historischen Institut. 1770 wurde er Burgmann der Burg Friedberg und gleichzeitig Kammerherr des Kurfürsten von der Pfalz, 1772 kurmainzischer Hofgerichtsrat und Statthalter des Erzbischofs von Mainz, Emmerich Joseph von Breidbach zu Bürresheim, für das Hochstift Worms. Der Erzbischof von Mainz war dort in dieser Zeit in Personalunion zugleich Bischof von Worms. 1775 wurde er kurpfälzischer geheimer Rat, stellvertretender Präsident der Hofkammer und 1789 Präsident des Oberappellationsgerichts. Zusammen mit zwei Kollegen bildete er, nachdem Graf Franz Albert Leopold von Oberndorff nach der kampflosen Übergabe Mannheims im 1. Koalitionskrieg an die Franzosen 1795 kein politisches Amt mehr bekleiden durfte, die Spitze der kurpfälzischen Verwaltung. Im Jahre 1799 wurde er – als kurpfälzischer Geheimrat und Kämmerer – vom bayerischen Kurfürsten zum „Oberhofmeister zu München“ befördert.
Nach dem Ende der Alten Reiches und den damit verbundenen massiven Umstrukturierungen kam Mannheim an das neu entstandene Großherzogtum Baden. Wolfgang Heribert wechselte am 2. Mai 1803 in die Dienste der Markgrafschaft Baden, die wenig später zum Großherzogtum avancierte. Er wurde 1806 badischer Obersthofmeister und Staatsminister.

## Literarisches Engagement
In seiner Funktion als Vizepräsident der Hofkammer entwickelte Wolfgang Heribert von Dalberg die Idee eines Nationaltheaters in Mannheim. Er wollte dadurch nicht nur die Kultur in der Stadt fördern, sondern zielte auch darauf, Besucher nach Mannheim zu locken und die Stadt so wirtschaftlich voranzubringen. Der Kurfürst förderte die Bestrebungen. Ab 1778 war er so auch Intendant des Nationaltheaters in Mannheim. Am 7. Oktober 1779 fand die erste Premiere unter seiner Intendantur am Nationaltheater statt. Unter Dalberg erlebte das Mannheimer Theater eine große Blüte.
Er schrieb selbst mehrere Dramen und bearbeitete fremde Werke für die Aufführung, insbesondere von William Shakespeare. Bekannt ist er durch seinen Umgang mit Friedrich Schiller, dessen erste Dramen er in Mannheim aufführte, wobei er besonders bei den Räubern auf erheblichen Veränderungen bestand, unter anderem wurde die Handlung ins Mittelalter verlegt. Er bot 1784 Schiller einen Vertrag und Schiller wurde vom Mannheimer Theaterdirektor verpflichtet, drei Theaterstücke abzuliefern: Die Verschwörung des Fiesco zu Genua wurde am 11. Januar 1784 mit wenig Erfolg uraufgeführt. Am 15. April 1784 folgte Kabale und Liebe. Schillers Briefe an den Freiherrn von Dalberg
 sind an Wolfgang Heribert von Dalberg gerichtet. Unter seiner Intendanz spielte u. a. August Wilhelm Iffland.
Nachdem Wolfgang Heribert von Dalberg 1803 badischer Staatsminister geworden war, gab er die Intendanz in Mannheim an seinen Schwiegersohn, Friedrich Anton von Venningen (1765–1832), weiter.

## Freimaurerei
Wolfgang Heribert von Dalberg war Mitglied der Freimaurerloge Joseph zu den drei Helmen in Wetzlar, spielte in der Strikten Observanz eine Rolle und nahm 1782 am Wilhelmsbader Konvent teil. Er war 1781 Mitbegründer und erster Stuhlmeister der Wormser Loge Johannes zur brüderlichen Liebe und der Heidelberger Loge Karl zum Reichsapfel. Im Gegensatz zu seinen beiden Brüdern trat er jedoch nicht dem Illuminatenorden bei.

## Auszeichnungen
Bei der Krönung Leopold II. 1790 erhielt Wolfgang Heribert von Dalberg durch den neu gekrönten Kaiser den ersten Ritterschlag.
Der Minister war Ritter des bayerischen Hubertusordens und Großkreuz des badischen Hausordens der Treue.

## Grabstätte
Wolfgang Heribert von Dalberg und seine Frau wurden auf dem römisch-katholischen Friedhof in Mannheim, K 2, beigesetzt. Bei dessen Auflösung wurden die sterblichen Überreste und das klassizistische Grabmal auf den Hauptfriedhof Mannheim überführt, der Stein 1977 restauriert.

### Werke
nach Erscheinungsjahr geordnet 

#### Eigenständige Werke
- Walwais und Adelaide. Schwan, Mannheim 1778.
- Der weibliche Ehescheue. 1780. Das Stück wurde nach der ersten und einzigen Aufführung abgesetzt.[26]
- Cora. Ein musikalisch Drama. Schwan. Mannheim 1780. Sowohl Wolfgang Amadeus Mozart als auch Christoph Willibald Gluck zeigten sich interessiert[27], die Oper zu komponieren. Der Versuch, einen Komponisten für die Oper zu finden, scheiterte aber letztendlich.[28]
- Electra = Libretto zu einer Oper von Christian Cannabich. Sie erlebte nur zwei Aufführungen, beide im September 1781.[29]
- Das Weibergelübde. 1787.[30]
- Antrittsrede, bey Wiedereröfnung des Churfürstlichen National-Theaters in Mannheim am 2ten März 1794. [Gesprochen v. August Wilhelm Iffland]. 1794.
- Dilara. Ein Singspiel in zwey Aufzügen nach Carlo Gozzi. Musik von Peter Ritter. 1798 (Erstaufführung)
- Die eheliche Probe.[31]
- Die eheliche Vergeltung.[32]
- die eheliche Versöhnung.[33]

#### Übersetzungen
- Julius Caesar von William Shakespeare. Das Stück wurde in der Übersetzung von Dalbergs ab 1785 mehrfach aufgeführt.[34]
- Timon von Athen, ebenfalls von William Shakespeare. Das Stück wurde in der Übersetzung von Dalbergs 1789 zwei Mal – mit wenig Erfolg – aufgeführt.[35]
- Die Brüder[36] wurde 1786 in Mannheim aufgeführt. Es handelt sich um eine Übersetzung des Stückes The Brothers von Richard Cumberland von 1784.[37]
- Der Mönch vom Carmel[38] wurde ebenfalls 1786 in Mannheim aufgeführt. Es handelt sich um eine Übersetzung des Stückes The Carmelite von Richard Cumberland von 1784.[39]
- Oronooko. Ein Trauerspiel in fünf Handlungen für die Mannheimer National-Bühne[40] war die Übersetzung eines gleichnamigen englischsprachigen Stücks von Thomas Southerne[Anm. 9] (1660–1746) nach einer Erzählung von Aphra Behn. Dalberg übersetzte es und führte es mit Erfolg 1786 auf.[41]
- Montesquieu, oder die unbekannte Wohlthat. Ein Schauspiel in drey Handlungen; für die Mannheimer National-Schaubühne nach dem Stück von Louis-Sébastien Mercier: Montesquieu à Marseille. Dalberg konnte es 12 Mal aufführen.[42]
- Das Inkognito, eine Übersetzung von I falsi gelantnomini ossia il Duca di Borgogna von Camillo Federici, wurde 1796 und 1797 nur zwei Mal aufgeführt.[43]

### Sekundärliteratur
nach Autoren / Herausgebern alphabetisch geordnet 
- Friedrich Alafberg: Wolfgang Heribert von Dalberg als Bühnenleiter und als Dramatiker. Dissertation. Berlin 1907.
- Friedrich Battenberg: Dalberger Urkunden. Regesten zu den Urkunden der Kämmerer von Worms gen. von Dalberg und der Freiherren von Dalberg 1165–1843 Band 14/3: Corrigenda, Indices und Stammtafeln (v. Dalberg und Ulner von Dieburg) = Repertorien des Hessischen Staatsarchivs Darmstadt 14/3. Darmstadt 1987. ISBN 3-88443-238-9
- Johannes Bollinger: 100 Familien der Kämmerer von Worms und der Herren von Dalberg. Bollinger, Worms-Herrnsheim 1989. Ohne ISBN.
- Fidelis Butsch Sohn (Arnold Kuczynski): Catalog der werthvollen und reichhaltigen Bibliothek des  Schlosses Herrnsheim bei Worms a. Rh. gesammelt von W. H. Freiherrn von Dalberg, dem bekannten Intendanten der Mannheimer Bühne und Gönner Schillers und dessen Sohne Emmerich Joseph Herzogs von Dalberg welche Montag, den 15. Oktober 1883 u. ff. TT. in Augsburg ... versteigert werden wird. Augsburg 1883.
- Rudolf Haas und Wolfgang Münkel: Wegweiser zu den Grabstätten bekannter Mannheimer Persönlichkeiten. Stadt Mannheim, Mannheim 1981. Ohne ISBN.
- Liselotte Homering: Wolfgang Heribert von Dalberg als Theaterleiter und Autor. In: Volker Gallé und Werner Nell: Zwischenwelten. Das Rheinland um 1800. Worms Verlag. Worms 2012. ISBN 978-3-936118-89-6, S. 69–94.
- Hans Knudsen: Dalberg, Wolfgang Heribert Tobias Otto Maria Johann Nepomuk von. In: Neue Deutsche Biographie (NDB). Band 3, Duncker & Humblot, Berlin 1957, ISBN 3-428-00184-2, S. 490 f. (Digitalisat).
- Arnold Kurzyński (Hg.): Catalog der werthvollen und reichhaltigen Bibliothek des Schlosses Herrnsheim bei Worms a. Rh. gesammelt von W. H. Freiherrn von Dalberg dem bekannten Intendanten der Mannheimer Bühne und Gönner Schillers und dessen Sohne Emmerich Joseph Herzogs zu Dalberg welche Montag den 15. Oktober 1883 u. ff. TT. durch Fidelis Butsch Sohn (Arnold Kurzyński) in Augsburg [...] öffentlich gegen Baarzahlung versteigert werden wird. Augsburg 1883.
- Jacob Achilles Mähly: Dalberg, Wolfgang Heribert von. In: Allgemeine Deutsche Biographie (ADB). Band 4, Duncker & Humblot, Leipzig 1876, S. 708 f.
- Max Martersteig: Die Protokolle des Mannheimer Nationaltheaters unter Wolfgang Heribert Freiherr von Dalberg aus den Jahren 1781 bis 1789. Bensheimer. Mannheim 1890.
- Johann Heinrich Meyer: Die bühnenschriftstellerische Tätigkeit des Freiherrn Wolfgang Heribert von Dalberg. Dissertation. Heidelberg 1904.
- Maria Schmiegelt-Unland: Die Bibliothek des Freiherrn Wolfgang Heribert von Dalberg (1750–1806). Studien zum Auktionskatalog als literarhistorische Quelle. Herzog August Bibliothek        Wolfenbüttel, Wolfenbüttel 2024 (Wolfenbütteler Forschungen; 179), ISBN 978-3-447-12306-8.
- Detlev Schwennicke: Europäische Stammtafeln. Stammtafeln zur Geschichte der europäischen Staaten. Neue Folge, Bd. 9: Familien vom Mittel- und Oberrhein und aus Burgund, Tafel 60. Marburg 1986. Ohne ISBN.
- Herbert Stubenrauch: Wolfgang Heribert von Dalberg. Lebensskizze und Lebenszeugnisse – ein Versuch. Verlag Südwest-Werbung GmbH, Mannheim 1956.
- Martin A. Völker, Raumphantasien, narrative Ganzheit und Identität. Eine Rekonstruktion des Ästhetischen aus dem Werk und Wirken der Freiherren von Dalberg, Reihe: Aufklärung und Moderne, Band 5, Hannover-Laatzen, Wehrhahn Verlag, 2006